# Kristallisation (Psychologie)
Die psychische Kristallisation war eine von Sigmund Freud eingeführte Metapher, die die Akquirierung neuer Symptome bei der psychoanalytischen Erklärung der Hysterie und anderer psychogener Neurosen versinnbildlicht. (Siehe auch Studien über Hysterie von 1895.)
Historisch gesehen spielte sie auf die damals rasch fortschreitenden und im Bildungsbürgertum allgemein beachteten Erkenntnisse der anorganischen Chemie an. Obwohl sie sich gut zur Verdeutlichung einiger Sachverhalte eignet, ist sie wohl aufgrund des starren Vergleiches im Fortgang der Entwicklung psychodynamischer Theorien in den Hintergrund getreten.
Grundlage der Metapher ist die heute allgemein bekannte Beobachtung, dass neue Symptome an einem Patienten nicht wahllos verteilt in der psychischen Topik entstehen, sondern sich stets an andere, bereits vorhandene Symptome anlagern. Der Charakter einer Neurose bleibt stets erhalten und es ist von einem konkreten Patienten prognostisch nicht alles zu erwarten, sondern nur das, was individuell ins Bild passt.

Freudsche Kristall-Metapher

Freud meinte, dies erinnere in gewisser Weise an das Kristallwachstum, bei dem neues Substrat aus der Umgebung an den bereits verfestigten Kristallkörper angelagert wird und diesen vergrößert. Bekannterweise werden dabei Oberflächeneigenschaften, Brüche, Phonone, Unebenheiten usw. übernommen und repliziert. Ebenso wie beim Kristall ließen sich bestimmte Merkmale eines Symptoms in vielen weiteren, akquirierten Symptomen erkennen. Es mute an, als sei das jüngere Symptom wie eine Schicht auf das ältere aufgelagert worden.
Er schlussfolgerte daraus, dass es für die Analyse sinnvoll sei, zunächst jüngere Symptome zu behandeln und sich schrittweise, wie an den Schichten eines abzukratzenden Kristalls entlang, zum Kern vorzuarbeiten. Eine kausale Therapie sei seiner Ansicht nach mit der Aufarbeitung des gesamten Kristallkörpers gleichzusetzen, der aufgelöst und dessen Repräsentanzen in die umgebende, primäre Bewusstseinsstruktur integriert werden sollten. Beseitigen ließen sich die Vorstellungen nicht.
Die Graphik verdeutlicht noch die ältere freudsche Sichtweise, nach der die Symptome sich aus einem sekundären Bewusstsein heraus bilden würden. Diese Ansicht hat er mit späteren Arbeiten zum Strukturmodell der Psyche verändert.